# Het wonderlijk verhaal van Hendrik Meier en zes andere verhalen
Het wonderlijk verhaal van Hendrik Meier en zes andere verhalen (The Wonderful Story of Henry Sugar and Six More) is een bundel van zeven verhalen, geschreven door Roald Dahl en geïllustreerd door onder anderen Quentin Blake. De titel is genoemd naar het langste en bekendste verhaal. De laatste twee verhalen in de bundel zijn autobiografisch.
De eerste uitgave was in 1977. Het boek is als hardcover en als paperback verschenen.

## De verhalen

### De jongen die met de dieren praatte (The Boy Who Talked with Animals)
Op het strand van Jamaica wordt een reusachtige en oeroude zeeschildpad gevangen door vissers. De eigenaar van het nabijgelegen hotel wil soep van de schildpad maken, maar dan verschijnt er een hysterische kleine jongen die schreeuwt dat iedereen op het strand wreed is. Zijn vader legt uit dat de jongen dol is op dieren en zelfs met ze praat. Vervolgens koopt de vader de schildpad en geeft hem aan de jongen cadeau. 
De volgende dag blijkt de jongen te zijn verdwenen. Enkele mensen zeggen dat ze hem op de rug van de schildpad hebben zien zitten toen die de zee weer inging. Uiteindelijk vinden ze hem weer op een eiland en mensen horen hem met de schildpad praten.

### De lifter (The Hitch-hiker)
De verteller in dit verhaal heeft net een nieuwe BMW gekocht en pikt een lifter op. Het blijkt een man met buitengewoon lange, witte vingers te zijn. Terwijl ze in gesprek zijn, merkt de verteller ineens dat hij van alles kwijt is; de lifter is ontzettend behendig en noemt zichzelf "vingersmid". 
Even later worden ze wegens te hard rijden aangehouden en bekeurd. De lifter weet echter ook de agent diens boekje afhandig te maken, waarna hij en de verteller besluiten om het ergens langs de weg te verbranden.

### De schat van Mildenhall (The Mildenhall Treasure)
Dit non-fictieverhaal is gebaseerd op een bericht dat Dahl in 1946 in The Saturday Evening Post las. Het gaat over de ontdekking door Gordon Butcher van de Romeinse schat van Mildenhall, die tegenwoordig in het British Museum te bezichtigen is. Het verhaal is in 1999 door Jonathan Cape opnieuw in boekvorm uitgebracht, nu met tekeningen van Ralph Steadman.

### De zwaan (The Swan)
De ca. 15-jarige Peter Watson wordt gepest, mishandeld en zwaar geïntimideerd door twee andere jongens van dezelfde leeftijd, Ernie en Raymond. Eerst wordt Peter bedreigd en geslagen. Even later wordt hij op de spoorrails vastgebonden. Peter kan maar net voorkomen dat een voorbijrazende trein hem doodrijdt. 
Ernie heeft voor zijn vijftiende verjaardag van zijn vader een jachtgeweer gekregen en gaat zich hiermee nu uitleven op een zwaan. Nadat Peter diep verontwaardigd reageert op het doodschieten van de zwaan, snijdt Ernie de vleugels van het dier af en bindt die vast op Peters rug, waarna hij Peter dwingt om te "vliegen". Uiteindelijk wordt de gewonde Peter door zijn moeder gevonden en geholpen.

#### Adaptaties
Wes Anderson maakte een verfilming van dit verhaal voor Netflix.

### Het wonderlijke verhaal van Hendrik Meier (The Wonderful Story of Henry Sugar)
"Henry Sugar" (in de Nederlandse vertaling Hendrik Meier) heeft een groot fortuin van zijn vader geërfd. 's Zomers woont Henry in Londen, en als het kouder wordt gaat hij naar Zuid-Frankrijk.
Op een dag gaat Henry naar zijn vrienden om canasta te spelen. Omdat ze met zijn vijven zijn terwijl canasta maar met vier mensen gespeeld kan worden, kan hij zelf niet meedoen. Hij besluit om eens rond te lopen in de bibliotheek van zijn vriend. Daar vindt hij een soort dagboek van de arts John F. Cartwright, die zijn belevenissen in Bombay heeft vastgelegd. Henry begint te lezen: op een dag komt er een Indiër genaamd Imhrat Kahn bij Cartwright, die zegt dat de dokter zijn ogen zo goed mogelijk moet bedekken. Als de dokter dit gedaan heeft, fietst Kahn zonder een fout te maken over straat. De dokter vraagt hoe dit mogelijk is, waarop de Indiër zijn levensverhaal begint te vertellen.
Kahn blijkt vroeger les te hebben gehad van enkele yogi's, onder wie een Banerjee, die hem hebben geleerd om overal doorheen te kijken. De kunst is je het gezicht van iemand die je dierbaar is voor te stellen en met gesloten ogen heel lang naar dit beeld in je hoofd te blijven kijken. Met heel lang en veel oefenen en mediteren is het dan eigenlijk voor iedereen mogelijk om zo te leren zien met gesloten ogen. De Indiër heeft dankzij het vele mediteren ook andere delen van zijn lichaam leren beheersen, waardoor hij bijvoorbeeld met blote voeten over gloeiende kolen heen kan lopen zonder een centje pijn. De volgende dag blijkt Kahn te zijn gestorven; met zijn gave kwam er ook een vloek over hem als hij het geheim ooit zou openbaren.
Henry Sugar denkt dat als hij ook zou kunnen leren om door kaarten heen te kijken, hij hiermee erg veel kan verdienen met pokeren. Hij begint dus thuis te oefenen en na 3 jaar en 3 maanden kan hij door alles heen kijken. Hij gaat naar het casino en komt met een enorme winst thuis. Op een dag beseft hij dat het veel leuker is om met geld ook iets nuttigs te doen. Daarom besluit hij om met een vriend kindertehuizen te gaan bouwen. Alleen de bazen van de casino's zijn niet blij met Henry, omdat ze veel geld aan hem verliezen en ze proberen hem te vermoorden. Wanneer Henry daarachter komt, gaat hij alleen nog maar verkleed naar casino's. Max Engelman is degene die ervoor zorgt dat niemand Henry nog herkent door hem te voorzien van vermommingen, valse paspoorten e.d. Een andere man, John Winston, regelt alle geldzaken van Henry. Winston zorgt er ook voor dat niemand erachter komt waar het geld is en van wie Henry het heeft gekregen. Ook zorgt hij dat het bij de kindertehuizen terechtkomt.
Als Henry Sugar 63 is, sterft hij een natuurlijke dood. Hij heeft dan in totaal fl 504.000.000,- verdiend, en 21 kindertehuizen gesticht. Na Henry's dood zijn Engelman en Winston naar Roald Dahl gegaan en hebben hem gevraagd of hij de goede daden van Henry Sugar wilde opschrijven. Daarbij hebben ze de weldoener een valse naam gegeven; Henry's echte naam moet strikt geheim blijven, net als de rest van zijn identiteit.

#### Moraal
De boodschap van het hoofdverhaal over Hendrik Meier is ten eerste dat geld niet altijd gelukkig maakt, ook al lijkt het geweldig om zoveel geld te hebben. Aan het begin van het verhaal is Hendrik immers een erg chagrijnige, norse man en gaandeweg wordt hij steeds vrolijker en gelukkiger. Ten tweede bevat het verhaal de boodschap dat het goed is om ook eens wat weg te geven en om anderen te helpen.

#### Varia
- Heel apart aan de structuur van dit verhaal is dat het een soort "driedubbele raamvertelling" is. De schrijver (dus Roald Dahl) doet het eerst voorkomen alsof hij het levensverhaal van Henry Sugar navertelt zoals hij dat daarvoor van twee van Henry's vrienden zou hebben gehoord. Aan het begin van dit raamverhaal leest Henry op zijn beurt in de bibliotheek het dagboek van dokter Cartwright, die in zijn eigen verslag dan weer de belevenissen uit de jeugdjaren van Kahn navertelt.

- Om de indruk verder te versterken dat het hier om een waargebeurd verhaal gaat, past Dahl hier een aparte verteltruc toe. Op een bepaald punt in het verhaal vraagt hij zich, in de hoedanigheid van de verteller, af hoe het zou zijn om een eigen einde te bedenken. Daarom bedenkt hij eerst een "eigen" slotscène waarin Henry, terwijl hij in de spiegel kijkt, een bloedprop in zijn aderen ziet die onderweg is naar zijn hart. Vervolgens vertelt Dahl hoe het verhaal "in het echt" is afgelopen.

### Een buitenkansje (Lucky Break))
Roald Dahl vertelt over zijn eigen jeugd, zijn schooljaren en hoe hij vroeger zelf in aanraking kwam met een beroemde schrijver, waardoor hij zich zelf ook aan het schrijverschap waagde.

### Een zacht eitje (A Piece of Cake)
Dit laatste verhaal gaat over Dahls tijd als gevechtspiloot in de Tweede Wereldoorlog, met name het moment dat hij in Libië neerstortte en gewond raakte. Dahl had dit verhaal in eerste instantie geschreven voor C. S. Forester, die er erg van onder de indruk was. 
Het verhaal was al eerder verschenen in de bundel Over to You: Ten Stories of Flyers and Flying (1946) en in de Saturday Evening Post.

## Prijzen
In 1979 won de Nederlandse vertaling van Harriët Freezer een Zilveren Griffel. Tom Eyzenbach kreeg dat jaar het Gouden Penseel voor de illustraties die hij bij het boek maakte.